# Hoplolopha serrata
Hoplolopha serrata är en insektsart som först beskrevs av Carl Stål 1875.  Hoplolopha serrata ingår i släktet Hoplolopha och familjen Pamphagidae. Inga underarter finns listade i Catalogue of Life.